# Amoklauf von Nova Scotia
Beim Amoklauf von Nova Scotia wurden am 18. und 19. April 2020 in einem Zeitraum von 13 Stunden an verschiedenen Orten nördlich von Halifax in der kanadischen Provinz Nova Scotia 23 Menschen getötet und fünf Gebäude in Brand gesetzt.
Es handelt sich um den Schusswaffenangriff mit den meisten Opfern in der kanadischen Geschichte; mehr als beim Amoklauf an der Polytechnischen Hochschule Montréal im Jahr 1989, bei dem 15 Menschen getötet wurden. Zum Motiv des Täters ist bislang nichts bekannt.
Der Täter, der 51-jährige Gabriel Wortman, trug während der Tat eine Uniform der kanadischen Royal Canadian Mounted Police (RCMP). Er war mit einem Fahrzeug, das einem Streifenwagen glich, unterwegs und wurde nach einer Fahrzeugverfolgung von Beamten der RCMP getötet.

## Ablauf

### 18. April
Ausgehend von einem Fall häuslicher Gewalt zwischen Wortman und seiner Freundin nach einer Party in der Gemeinde Portapique, 130 Kilometer nördlich von Halifax, steckte dieser das Haus in Brand und kehrte zurück zu der in der Nähe stattfindenden Party. Dort erschoss er sieben Menschen. Um 22:14 Uhr Ortszeit gingen die ersten Notrufe bei der örtlichen Polizei ein, die mehrere Schüsse und Brände meldeten. Zwölf Minuten später trafen die ersten Polizisten am Tatort ein und entdeckten dreizehn Opfer, die inner- und außerhalb von acht Häusern in den Straßen Orchard Beach Drive und Portapique Beach Road erschossen worden waren. Über Funk wurde mitgeteilt, dass der Schütze nicht geortet werden konnte. Augenzeugen gaben an, dass der Täter in einem als Polizeiwagen getarnten Auto unterwegs und in Richtung Strand gefahren sei.
Die Polizei identifizierte bereits kurz darauf Wortman als Verdächtigen. Es wurde vermutet, dass der Täter den Ort nicht über den Trunk Highway 2, die einzige Überortstraße, verlassen habe, sondern zu Fuß unterwegs sei oder Suizid begangen habe. Daraufhin verfasste die RCMP einen Tweet auf Twitter mit der Aufforderung an die Bewohner, zu Hause zu bleiben und die Türen verschlossen zu halten. Währenddessen richteten die Beamten einen Suchbereich von zwei Kilometern ein. Dabei herrschte Unklarheit darüber, ob Wortman bereits verhaftet worden und ob er Fahrer des als Polizeiwagen getarnten Autos gewesen sei. Wortman verließ Portapique mit dem Auto gegen 22:35 Uhr, indem er über ein Feld floh. Die Nacht verbrachte er in der Nähe von Debert, etwa 25 Kilometer vom Tatort entfernt.

### 19. April
Am 19. April um 05:43 Uhr verließ Wortman Debert auf dem Highway 4 in Richtung Norden, um das Haus eines Bekannten in Wentworth aufzusuchen. Er erreichte das Haus gegen 06:30 Uhr und tötete kurz darauf die beiden Bewohner sowie einen zur Hilfe eilenden Nachbarn. Für eine unbestimmte Zeit verblieb Wortman im Haus, ehe er es anzündete. Bei der Polizei ging ein Anruf wegen Explosionsgeräuschen ein.
Gleichzeitig fand die Polizei Wortmans Freundin in Portapique, die sich in einem Wald versteckt hatte. Sie bestätigte der Polizei, dass er sich als Polizeibeamter ausgab und in seinem nicht registrierten nachgebauten Polizeiwagen unterwegs war. Daraufhin wurde Wortman zur Fahndung in der Provinz Nova Scotia ausgeschrieben. Um 8:54 Uhr wurde Wortman als Verdächtiger identifiziert.
Um 09:23 Uhr fuhr Wortman wieder auf dem Highway 4 Richtung Portapique und erschoss um 09:35 eine weitere Person am Straßenrand. Gegen 09:45 Uhr suchte er ein Haus in der Gegend von Glenholme auf, dessen Bewohner er ebenfalls kannte. Sie verweigerten dem bewaffneten und in Polizeiuniform gekleideten Wortman den Zutritt und verständigten die Polizei.
Um 09:48 Uhr wurde Wortman in der Nähe eines Zeltplatzes in Glenholme auf der Fahrt durch Debert und Onslow gesichtet. Um 10:17 Uhr informierte die Polizei in einem weiteren Tweet die Öffentlichkeit, dass Wortman sich als Polizist ausgebe und veröffentlichte gleichzeitig ein Foto seines Fahrzeuges. Während dieser Zeit hielt er zwei Mal an zufällig ausgewählten Autos an und erschoss die Insassen. Auf einem Parkplatz in Millbrook First Nation wurde Wortman auf einer Videoüberwachungskamera aufgezeichnet, wie er ausstieg, seine Jacke gegen eine reflektierende Weste austauschte und wegfuhr.
Vor 10:49 Uhr fuhr Wortman auf der Trunk 2 in Shubenacadie an RCMP Constable Chad Morrison vorbei. Morrisson hatte geplant, sich dort mit seiner Bekannten Heidi Stevenson zu treffen. Wortman schoss in das Auto und verletzte Morrisson, der anschließend in ein nahe gelegenes Krankenhaus fuhr und Wortmans Aufenthaltsort meldete. Wortman fuhr auf der Route 224 weiter in Richtung Süden und kollidierte frontal mit dem Wagen von Stevenson, die die Kollision wahrscheinlich absichtlich herbeigeführt hatte, um den Amoklauf zu stoppen. Daraufhin griff Stevenson Wortman an und wurde von ihm erschossen. Er nahm ihre Waffe und Munition an sich. Er erschoss einen zur Hilfe eilenden Autofahrer und fuhr gegen 11:06 Uhr in einem Chevrolet-SUV davon.
Kurz darauf tötete Wortman eine ihm bekannte Frau in ihrem Haus in Shubenacadie, zog sich wieder um und stahl ihren Mazda3. Um 11:24 Uhr wurde er gesehen, wie er auf dem Highway 102 durch Milford weiter nach Süden fuhr.
Dreizehn Stunden nachdem die Polizei die Verfolgung aufgenommen hatte, stoppte Wortman um 11:26 Uhr an der Raststätte Irving Big Stop in Enfield, 92 Kilometer südlich von Portapique, um aufzutanken. Ein RCMP-Beamter, der gleichzeitig an der Tankstelle war, erkannte Wortmann und erschoss ihn. Um 11:40 Uhr bestätigte die Polizei seinen Tod.

## Opfer
Wortman tötete 22 Menschen, darunter die Polizistin Stevenson. Der andere Polizist, auf den geschossen worden war, sowie der Mann in Portapique, der als Erster berichtet hatte, dass er ein als Polizeiauto getarntes Fahrzeug genutzt hatte, überlebten. Dreizehn der Todesopfer wurden in Portapique aufgefunden, vier in Wentworth, zwei in Debert und drei in Shubenacadie. Die meisten starben durch Schussverletzungen, acht der Opfer wurden in den Überresten der abgebrannten Gebäude gefunden.
Laut der RCMP-Kommissarin Brenda Lucki standen einige der ersten Opfer in enger Verbindung zu Wortman. Im weiteren Verlauf wählte er die Opfer eher zufällig aus. The Globe and Mail berichtete, dass eines der Opfer in Wentworth zuvor mit Wortman gemeinsam auf die Jagd gegangen war, während CBC News von einem anderen Opfer schrieb, dem das Grundstück in Portapique gehörte, das Streitpunkt zwischen Wortman und seinem Onkel gewesen war.

## Täter
Der 51-jährige Täter wurde als Gabriel Wortman identifiziert, ein Zahnarzt, der in der Gegend von Halifax arbeitete. Er besaß Immobilien in Portapique, Halifax und Dartmouth.
Er besuchte die Riverview High School in Riverview, New Brunswick, und strebte nach Einträgen im Jahrbuch danach, Polizist zu werden. 2002 bekannte er sich der Körperverletzung schuldig und wurde zu einer neunmonatigen Bewährungsstrafe verurteilt. Gleichzeitig wurde ihm der Waffenbesitz untersagt und ihm eine Therapie zur Wutbewältigung auferlegt.
Er war laut Interviews und öffentlichen Aufzeichnungen auch in zwei zivilrechtliche Angelegenheiten bezüglich Eigentumsstreitigkeiten involviert. Im Jahr 2004 bot er einem Freund, der finanzielle Schwierigkeiten hatte und im Begriff war, sein Haus zu verlieren, Hilfe an. Er übernahm daraufhin diskret das Eigentum des Hauses, räumte und verkaufte anschließend die Immobilie. Im Jahr 2015 lieh ihm sein Onkel ein Haus, das er in Portapique erwarb, während er seine Eigentumswohnung in Edmonton verkaufte. Wortman weigerte sich, die Immobilie an ihn zurückzugeben, und behauptete, ihm werde Geld geschuldet, bis der Onkel das Haus schließlich verkaufte. Einer der Käufer wurde später Opfer der Morde.
Wortmans Leidenschaft war der Aufkauf von Erinnerungsstücken der Strafverfolgungsbehörden und das Aufarbeiten alter Polizeifahrzeuge. Zum Tatzeitpunkt war er im Besitz von vier solchen Polizeifahrzeugen; zwei davon wurden auf seinem Grundstück in Portapique gefunden, ein drittes brennend in Halifax, während er das vierte während des Amoklaufs fuhr.
Ein Nachbar Wortmans sagte, er sei von seiner Freundin besessen gewesen. Außerdem äußerten Nachbarn, dass er mit Alkoholkonsum zu kämpfen hatte und sein Geschäft durch die COVID-19-Pandemie negativ lief, da alle nicht notwendigen zahnärztlichen Eingriffe verboten worden waren.
Nach dem Amoklauf wurde die Beschilderung an seiner Zahnarztpraxis aufgrund öffentlicher Kritik entfernt.

## Ermittlungen

### Kriminalermittlungen
Es konnte bislang kein Tatmotiv für den Amoklauf festgestellt werden. Mehr als 25 verschiedene Einheiten der RCMP waren an den kriminalpolizeilichen Ermittlungen beteiligt, ebenso die Regionalpolizei aus Halifax und die Canada Border Services Agency. Am 21. April wurden die kanadischen Streitkräfte entsandt, um die Ermittlungen durch zusätzliches Personal und zur Verfügung gestelltes Material zu unterstützen. Insgesamt gab es 16 Tatorte. Dazu kam es an fünf Tatorten zu Gebäudebränden. Die Tatorte erstrecken sich über eine Entfernung von 50 Kilometern. Es wurden 435 Zeugen identifiziert.
Ein entscheidender Aspekt für die Durchführung des Amoklaufes war nach ersten Ermittlungen, dass Wortman eine Polizeiuniform trug und ein als Polizeiauto getarntes Fahrzeug nutzte, wodurch er sich der Verfolgung über den langen Tatzeitraum entziehen konnte. Ein RCMP-Beamter soll Wortmans nachgebildetes Fahrzeug bereits deutlich vor der Tat wahrgenommen und ihm geraten haben, es nicht auf der Straße zu fahren. Wortman soll das Auto bei einer Auktion im Herbst 2019 erworben haben. Des Weiteren soll er keine Besitz- und Erwerbslizenz für seine Waffen gehabt haben; der illegale Erwerb der Schusswaffen wird weiterhin untersucht. Er habe mehrere Pistolen und zwei Selbstladegewehre mit einer „bedeutenden Menge“ Munition besessen. Eine der Waffen stamme aus Kanada, die anderen vermutlich aus den Vereinigten Staaten.
Der Verkäufer des Polizeiautos wurde während des Amoklaufs von der Polizei gewarnt, möglicherweise ein Ziel Wortmans zu sein; letztendlich kam es allerdings zu keinem Aufeinandertreffen zwischen Wortman und dem Autoverkäufer. Die Polizei wies später die Vermutung zurück, Wortman habe eine schriftliche Liste der Ziele geführt.
Die Major Crime Unit der Nova Scotia RCMP richtete eine Telefon-Hotline für Hinweise aus der Zivilbevölkerung ein.

### Reaktion der Polizei
Das Serious Incident Response Team von Nova Scotia kündigte an, es werde eine Untersuchung der polizeilichen Erschießung Wortmans sowie eines weiteren Vorfalls, an dem zwei RCMP-Beamte beteiligt waren, die ihre Waffen in einer Feuerwehrhalle in Onslow abgefeuert hatten – Wortman war zu diesem Zeitpunkt nicht dort –, geben.

### Fehlender Notfallalarm
Kritisiert wurde, dass das Notfallwarnsystem für die Bevölkerung, Alert Ready, nicht aktiviert und stattdessen soziale Netzwerke wie Facebook oder Twitter genutzt worden sind. Beamte der RCMP rechtfertigten dies mit einer sich entwickelnden Situation, in der die Einzelheiten immer wieder aktualisiert werden müssten. Allerdings leben in der betroffenen Region eher ältere Menschen, die soziale Netzwerke möglicherweise nicht nutzen, und nur über einen schlechten Internetzugang verfügen. Es kamen Spekulationen auf, inwiefern das Aktivieren von Alert Ready möglicherweise hätte Leben retten können. Seitens der Polizei wurde eine Untersuchung über den Entscheidungsprozess zur Alarmierung der Öffentlichkeit angekündigt.
Am 22. April erklärte ein Polizeibeamter, dass Polizisten in Dartmouth gegen 10:15 Uhr zur Veröffentlichung einer Warnung aufgefordert worden waren. Diese wurde schließlich nicht veröffentlicht, da man sich nicht auf den Wortlaut einigen konnte, bevor Wortman rund eine Stunde später starb. Das Generalkonsulat der Vereinigten Staaten in Halifax teilte mit, dass US-amerikanische Staatsbürger in Nova Scotia per E-Mail unter Verwendung der Informationen der RCMP vor dem Amoklauf gewarnt worden sind.

## Reaktionen

### Politik
Die Flaggen in ganz Kanada wurden auf halbmast gesetzt und das Unterhaus hielt eine Schweigeminute für die Opfer ab.
Der kanadische Premierminister Justin Trudeau drückte sein Beileid aus, in seiner Morgenansprache vom Rideau Cottage am 20. April bekräftigte er sein Engagement für die Stärkung der Waffenkontrolle. Er bat die Medien, den Namen des Täters und dessen Bild nicht zu verwenden.
Der Premierminister von Nova Scotia, Stephen McNeil, sagte Reportern: „Dies ist einer der sinnlosesten Gewaltakte in der Geschichte unserer Provinz.“ Er sprach den betroffenen Einwohnern und den Familien der Opfer sein Beileid aus.
Elisabeth II. drückte ihr Beileid aus und erklärte, sie und Prinz Philip seien „traurig über die schrecklichen Ereignisse“, und ihre Gedanken und Gebete seien bei den Menschen in Nova Scotia und allen Kanadiern. Sie würdigte auch die „Tapferkeit und Opferbereitschaft“ der RCMP und anderer Rettungsdienste.
Das Weiße Haus verurteilte die Morde, und US-Präsident Donald Trump und First Lady Melania Trump sprachen ihr Beileid aus.
Die kanadische Regierung verhängte  am 2. Mai 2020 ein vollständiges Handelsverbot für etwa 1.500 Modelle von halbautomatischen Gewehren im „Militärstil“, davon mehr als 900 Varianten aus der Familie der M-16/M4-Gewehre. Handel und Benutzung wurden damit sofort untersagt und sind nur der öffentlichen Sicherheit vorbehalten. Besitzer haben zwei Jahre Zeit, die Waffen abzugeben. Die Regierung plant eine Regelung für Entschädigungen der Waffenbesitzer. Der Vorsitzende der Konservativen Partei bemerkte dazu, dass der Attentäter von der neuen Regelung überhaupt nicht betroffen gewesen wäre, da er seine Waffen nach Einschätzung der Royal Canadian Mounted Police illegal in den USA beschafft hatte.

### Gedenken und Spendenaktionen
Am 20. April wurde der CN Tower in Toronto in den Farben Nova Scotias, blau und weiß, angestrahlt sowie zu Ehren Stevensons zur viertel und halben Stunde der Turm in den Farben rot, blau und Gold des RCMP beleuchtet. Als Zeichen der beidseitigen Solidarität Kanadas und der Vereinigten Staaten mit Nova Scotia wurden bei den Niagarafällen sowohl die in Ontario liegenden Horseshoe Falls als auch die US-amerikanischen Wasserfälle ebenfalls in den Farben blau und weiß angestrahlt.
In den Tagen nach dem Amoklauf starteten auf der Crowdfunding-Plattform GoFundMe Spendenaktionen für die Opfer und ihre Familien, darunter auch Betrugsversuche, die jedoch inzwischen entfernt wurden. Jeff Thomson vom Betrugsbekämpfungszentrum der RCMP warnte die Kanadier davor, nicht ohne Prüfung an solche Kampagnen zu spenden.
Da wegen der COVID-19-Pandemie Versammlungen untersagt waren, wurde am 24. April eine virtuelle Mahnwache auf CBC Atlantic ausgestrahlt.